# CENELEC
CENELEC (на френски: Comité Européen de Normalisation Électrotechnique) е европейският комитет за електротехническа стандартизация, отговарящ за европейските стандарти в областта на електротехниката. Заедно с ETSI (телекомуникации) и CEN (други технически области) CENELEC формира европейската система за техническо нормиране и стандартизация. Хармонизираните стандарти на тези организации редовно се прилагат в много страни извън границите на Европа, които следват европейските технически стандарти.
Въпреки че CENELEC работи в тясно сътрудничество с Европейския съюз, той не е част от неговата организационна система.

## История
CENELEC е основана през 1973 г. като резултат от сливането на 2 организации, носещи дотогава отговорността за стандартизацията в Европа в областта на електротехниката: CENELCOM и CENEL.
CENELEC, разположена в Брюксел, е нетърговска организация съгласно белгийското законодателство.
Членове на CENELEC са националните органи по електротехническа стандартизация на повечето европейски страни: Австрия, Белгия, България, Кипър, Чехия, Дания, Естония, Финландия, Франция, Германия, Гърция, Унгария, Исландия, Испания, Ирландия, Италия, Латвия, Литва, Люксембург, Малта, Нидерландия, Норвегия, Полша, Португалия, Румъния, Република Македония, Словакия, Словения, Обединеното кралство, Турция, Швеция, Швейцария и Хърватия.
Страните, които са готови да станат пълноправни членки, са: Албания, Беларус, Босна и Херцеговина, Египет, Грузия, Израел, Йордания, Молдова, Мароко, Сърбия, Тунис, Черна гора, Украйна.